# RiffTrax
RiffTrax zijn audiofragmenten opgenomen door komiek Michael J. Nelson. In deze fragmenten maakt Michael, vaak geholpen door anderen, een (slechte) film belachelijk op dezelfde manier als in de televisieserie Mystery Science Theater 3000. De RiffTrax worden online aangeboden op een website die in 2006 door Michael Nelson werd gelanceerd.

## Geschiedenis
De films die in Mystery Science Theater 3000 werden behandeld waren vrijwel allemaal low-budget B-films waar geen auteursrechten meer op zaten of waar vrijwel geen gebruikersrechten voor betaald hoefden te worden. Het idee voor RiffTrax ontstond nadat Mystery Science Theater 3000 was stopgezet. Aanvankelijk was Michael Nelson van plan om dvd’s te gaan verkopen waar hij zelf commentaar aan had toegevoegd, maar hij zag af van dit plan uit angst voor rechtszaken.

## Opzet
In RiffTrax worden ook films gebruikt die wel auteursrechtelijk zijn beschermd. Om die reden worden de films zelf niet online gezet. Het commentaar van Michael Nelson en zijn collega’s wordt los van de film opgenomen. Men dient zelf de juiste film erbij te zoeken. Als men zowel de film als het commentaar heeft, kan men de audiofragmenten tegelijk met de film kan afspelen. De RiffTrax fragmenten moeten bij aanvang worden gesynchroniseerd met de film middels een cue. De fragmenten worden aangeboden in MP3-formaat.
De films voor RiffTrax worden uitgekozen gebaseerd op twee criteria: de mate waarin de film zich leent voor grappig commentaar en de mate waarin de film beschikbaar is.

## Gastrollen
Michael Nelson werkt geregeld samen met voormalige MST3K-collega’s Kevin Murphy, Bill Corbett, Mary Jo Pehl, en Bridget Nelson. Daarnaast treden soms ook internetpersoonlijkheden zoals Richard Kyanka (van Something Awful) en Chad Vader op in de RiffTrax. Ook andere acteurs zoals Neil Patrick Harris en Fred Willard, en zanger "Weird Al" Yankovic hebben meegewerkt aan RiffTrax.

## Behandelde films
| Film                                              | Gastrollen                   | Rifftrax uitgave   | Originele uitgave |
| ------------------------------------------------- | ---------------------------- | ------------------ | ----------------- |
| Plan 9 from Outer Space                           |                              | 1 januari, 2006    | 1959              |
| Night of the Living Dead                          |                              | 18 januari, 2006   | 1968              |
| Road House                                        |                              | 21 juli, 2006      | 1989              |
| The Fifth Element                                 |                              | 1 augustus, 2006   | 1997              |
| Star Trek V: The Final Frontier                   | Kevin Murphy                 | 18 augustus, 2006  | 1989              |
| Cocktail                                          |                              | 29 augustus, 2006  | 1988              |
| xXx                                               |                              | 6 september, 2006  | 2002              |
| Crossroads                                        |                              | 15 september, 2006 | 2002              |
| X-Men                                             | Bill Corbett                 | 22 september, 2006 | 2000              |
| Top Gun                                           | Bill Corbett                 | 29 september, 2006 | 1986              |
| Point Break                                       |                              | 10 oktober, 2006   | 1991              |
| Halloween                                         | Kevin Murphy                 | 19 oktober, 2006   | 1978              |
| The Matrix                                        | Kevin Murphy                 | 25 oktober, 2006   | 1999              |
| Star Wars: Episode I: The Phantom Menace          | Kevin Murphy                 | 1 november, 2006   | 1999              |
| The Grudge                                        | Kevin Murphy                 | 10 november, 2006  | 2004              |
| The Lord of the Rings: The Fellowship of the Ring | Kevin Murphy                 | 21 november, 2006  | 2001              |
| The Island of Dr. Moreau                          | Kevin Murphy                 | 1 december, 2006   | 1996              |
| Firewall                                          | Kevin Murphy                 | 8 december, 2006   | 2006              |
| Nestor, The Long-Eared Christmas Donkey           |                              | 19 december, 2006  | 1977              |
| Reign of Fire                                     | Kevin Murphy                 | 22 december, 2006  | 2002              |
| Daredevil                                         | Kevin Murphy en Bill Corbett | 18 januari, 2007   | 2003              |
| Battlefield Earth                                 | Kevin Murphy en Bill Corbett | 28 januari, 2007   | 2000              |
| Troll 2                                           | Richard "Lowtax" Kyanka      | 2 februari, 2007   | 2000              |
| Star Trek VI: The Undiscovered Country            | Kevin Murphy en Bill Corbett | 9 februari, 2007   | 1991              |
| Over the Top                                      |                              | 16 februari, 2007  | 1987              |
| Æon Flux                                          | Kevin Murphy                 | 23 februari, 2007  | 2006              |
| The Wicker Man                                    | Kevin Murphy                 | 2 maart, 2007      | 2006              |
| Terminator 3: Rise of the Machines                | Kevin Murphy                 | 16 maart, 2007     | 2003              |
| Lost (Pilot)                                      | Kevin Murphy                 | 30 maart, 2007     | 2004              |
| Star Wars: Episode II: Attack of the Clones       | Kevin Murphy en Chad Vader   | 6 april, 2007      | 2002              |
| Willy Wonka & the Chocolate Factory               | Neil Patrick Harris          | 13 april, 2007     | 1971              |
| Casino Royale                                     | Kevin Murphy                 | 30 april, 2007     | 2006              |
| Eragon                                            | Kevin Murphy                 | 11 mei, 2007       | 2006              |
| Glitter                                           | Mary Jo Pehl                 | 21 mei, 2007       | 2001              |
| Predator                                          |                              | 1 juni, 2007       | 1987              |
| Grey's Anatomy (Pilot)                            | Bridget Nelson               | 11 juni, 2007      | 2005              |
| Fantastic Four                                    | Kevin Murphy                 | 22 juni, 2007      | 2005              |
| Star Trek: Generations                            | Kevin Murphy                 | 2 juli, 2007       | 1994              |
| 300                                               | Kevin Murphy en Bill Corbett | 31 juli, 2007      | 2006              |
| The Bourne Identity                               | Kevin Murphy en Bill Corbett | 7 augustus, 2007   | 2002              |
| Independence Day                                  | Kevin Murphy en Bill Corbett | 14 augustus, 2007  | 1996              |
| Heroes (Pilot)                                    |                              | 4 september, 2007  | 2006              |
| Star Wars: Episode III: Revenge of the Sith       | Kevin Murphy en Bill Corbett | 25 september, 2007 | 2005              |
| Raiders of the Lost Ark                           | Kevin Murphy en Bill Corbett | 2 oktober, 2007    | 1981              |
| Spider-Man                                        | Kevin Murphy en Bill Corbett | 9 oktober, 2007    | 2002              |
| Next                                              | Bridget Nelson               | 16 oktober, 2007   | 2007              |
| Missile to the Moon                               | Fred Willard                 | 30 oktober, 2007   | 1958              |
| Transformers                                      | Kevin Murphy en Bill Corbett | 20 november, 2007  | 2007              |
| Harry Potter and the Sorcerer's Stone             | Kevin Murphy en Bill Corbett | 27 november, 2007  | 2001              |
| The Star Wars Holiday Special                     | Kevin Murphy en Bill Corbett | 10 december, 2007  | 1978              |
| Fantastic Four: Rise of the Silver Surfer         | Kevin Murphy en Bill Corbett | 18 december, 2007  | 2007              |
| Plan 9 from Outer Space                           | Kevin Murphy en Bill Corbett | 22 januari, 2008   | 1959              |
| Batman & Robin                                    | Kevin Murphy en Bill Corbett | 29 januari, 2008   | 1997              |
| Jurassic Park                                     | "Weird Al" Yankovic          | 5 februari, 2008   | 1993              |
| The Matrix Reloaded                               | Kevin Murphy en Bill Corbett | 19 februari, 2008  | 2003              |
| Beowulf (2007)                                    | Kevin Murphy en Bill Corbett | 18 maart, 2008     | 2007              |
| Spider-Man 3                                      | James Lileks                 | 8 april, 2008      | 2007              |
| Cloverfield                                       | Kevin Murphy en Bill Corbett | 23 april, 2008     | 2008              |
| I Am Legend                                       | Kevin Murphy en Bill Corbett | 29 april, 2008     | 2007              |